# Sauvessanges
Sauvessanges ist eine französische Gemeinde mit 531 Einwohnern (Stand: 1. Januar 2022) im Département Puy-de-Dôme in der Region Auvergne-Rhône-Alpes (vor 2016 Auvergne). Sie gehört zum Arrondissement Ambert und zum Kanton Ambert (bis 2015 Kanton Viverols).

## Geographie
Sauvessanges liegt etwa 60 Kilometer südöstlich von Clermont-Ferrand im Regionalen Naturpark Livradois-Forez. Der Fluss Ance begrenzt die Gemeinde im Osten. Hier mündet auch sein Zufluss Ligonne. Nachbargemeinden von Sauvessanges sind Viverols im Norden, Usson-en-Forez im Osten, Craponne-sur-Arzon im Süden, Saint-Jean-d’Aubrigoux im Südwesten sowie Medeyrolles im Westen und Nordwesten.

## Weblinks

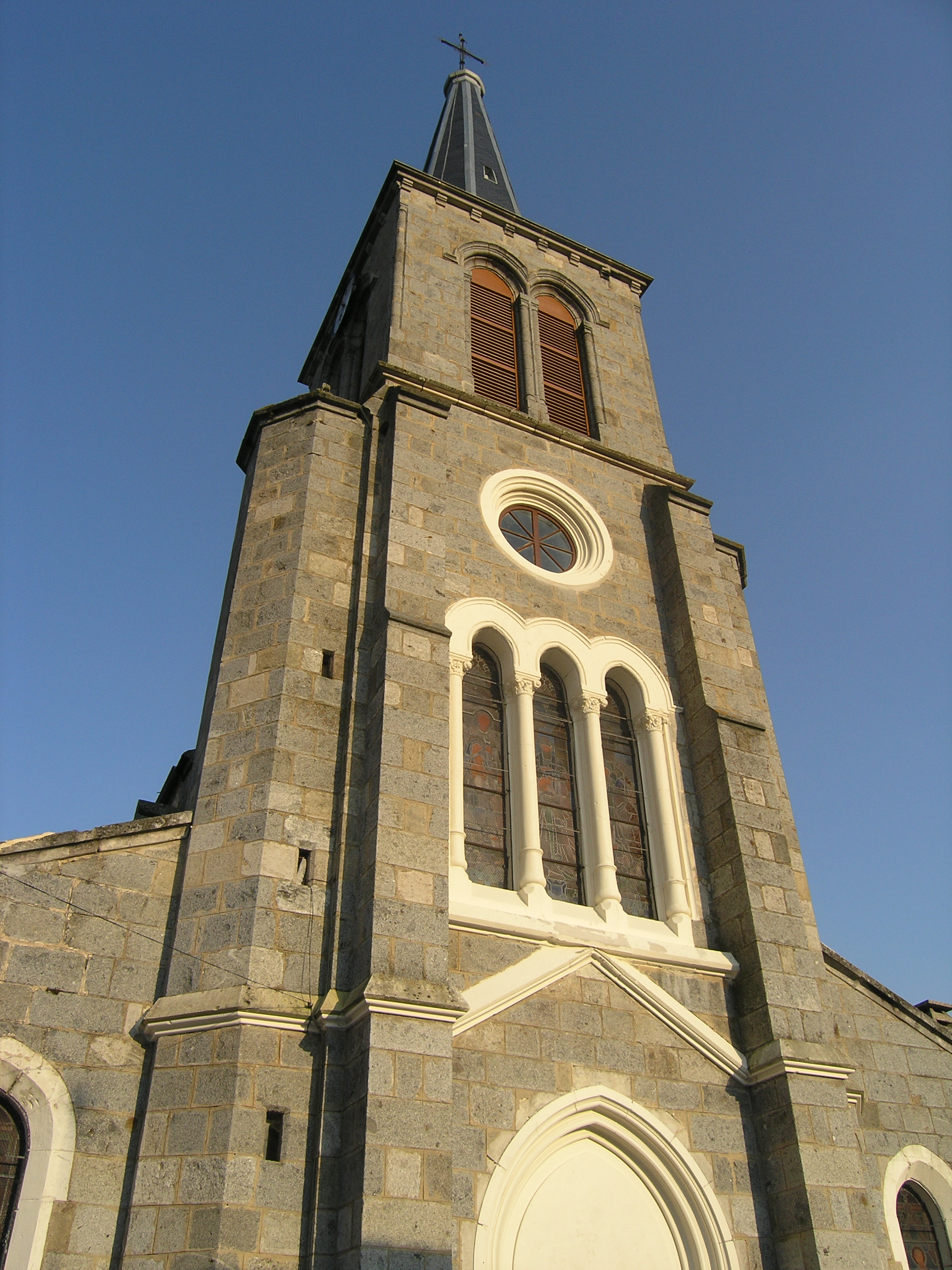
Kirche Saint-Priest

## Bevölkerungsentwicklung
| Jahr                       | 1962 | 1968 | 1975 | 1982 | 1990 | 1999 | 2006 | 2013 |
| Einwohner                  | 863  | 796  | 684  | 664  | 601  | 531  | 540  | 501  |
| Quellen: Cassini und INSEE |      |      |      |      |      |      |      |      |

## Sehenswürdigkeiten
- Kirche Saint-Priest